# Giorgi Zaria
Giorgi Zaria (en georgià: გიორგი ზარია; nascut a Kutaisi el 14 de juliol de 1997) és un futbolista professional georgià que juga com a migcampista al FC Kairat de la Premier League de Kazakhstan.

## Trajectòria
Zaria va començar al futbol professional al Sasco Tbilisi de l'Erovnuli 2 el 2013. Poc després va fitxar pel Dinamo Tbilisi, on va passar les següents sis temporades, guanyant tres lligues. Zaria va marcar el seu primer gol a l'Erovnuli Liga en la victòria per 0-1 fora de casa contra el Torpedo Kutaisi el 26 de novembre de 2016.
A finals de desembre de 2020, Zaria va signar un contracte de tres anys amb el Dinamo Batumi. Durant aquest període va guanyar dues vegades més la lliga. A més, la Erovnuli Liga va reconèixer l'actuació individual de Zaria el 2023 incloent-lo a l'Equip de la Temporada.
Al final de la temporada, va fitxar pel FC Kairat de la Premier League de Kazakhstan amb un acord fins a finals de 2025. Zaria va fer el seu primer gol en el primer partit de la temporada contra el Kyzylzhar, contribuïnt així a la victòria del seu nou equip. En l'última jornada, va marcar el gol de la victòria en el decisiu partit contra l'Atyrau, que va decidir el títol de lliga a favor del Kairat. En la seva primera temporada a la lliga kazakh, Zaria va fer sis gols i quatre assistències. A més d'estar inclòs a l'Equip de l'Any, va ser nomenat Migcampista de l'Any i millor jugador nou de la temporada.

## Selecció de Geòrgia
Després de jugar amb les categories inferiors de la selecció, finalment el 5 de setembre del 2021 va fer el seu debut amb la selecció de Geòrgia en un partit de classificació per a la Copa del Món de Futbol del 2022 contra Espanya que va finalitzar amb un resultat de 4-0 a favor del combinat espanyol.

## Estadístiques

#### Club
Actualitzat a 09/3/2025
| Club              | País       | Año       | Partidos | Goles |
| ----------------- | ---------- | --------- | -------- | ----- |
| FC Sasco Tbilisi  | Geòrgia    | 2014      | 6        | 4     |
| SK Dinamo Tbilisi | Geòrgia    | 2015-2020 | 78       | 7     |
| FC Dinamo Batumi  | Geòrgia    | 2021-2023 | 106      | 15    |
| FC Kairat         | Kazakhstan | 2024-     | 27       | 8     |

#### Selecció
Actualitzat a 28/3/2025
| Selecció | Any natural | Partits Jugats | Gols aconseguits |
| -------- | ----------- | -------------- | ---------------- |
| Geòrgia  | 2021        | 1              | 0                |
| Geòrgia  | 2025        | 1              | 0                |
| Geòrgia  | Total       | 2              | 0                |

## Palmarès

#### Dinamo Tbilisi
- 3 Erovnuli Liga: 2015–16, 2019, 2020
- 2 subcampionats Erovnuli Liga: 2017, 2018
- 1 Copa David Kipiani: 2015–16

#### Dinamo Batumi
- 2 Erovnuli Liga : 2021, 2023
- 1 subcampionat Erovnuli Liga: 2022
- 1 subcampionat Copa David Kipiani: 2023
- 1 Supercopa de Geòrgia: 2022

#### Kairat
- 1 Premier League de Kazakhstan: 2024

#### Individual
- Membre de l'equip de la temporada de l'Erovnuli Liga 2023[8]

- Migcampista de l'any de la Premier League de Kazakhstan: 2024
- Equip de l'any de la Premier League de Kazakhstan: 2024